# 1987年の読売ジャイアンツ
1987年の読売ジャイアンツ（1987ねんのよみうりジャイアンツ）では、1987年の読売ジャイアンツの動向をまとめる。
このシーズンの読売ジャイアンツは、王貞治監督の4年目のシーズンであり、後楽園球場の最後のシーズンである。

## 概要
3年間優勝から遠ざかっていたチームは、新たに打撃コーチとして1986年まで中日監督の山内一弘を招聘。「かっぱえびせん」（やめられない、止まらないの意味）と呼ばれた山内の熱心な指導で打線は3番から7番まで（クロマティ・原辰徳・吉村禎章・篠塚利夫・中畑清）3割打者が並ぶ強力打線を形成。その後を打つ山倉和博も22本塁打を放ち「恐怖の8番打者」と恐れられた。山倉は捕手としても、2年目で防御率1位・15勝の桑田真澄をはじめ江川卓・槙原寛己・水野雄仁、抑えの鹿取義隆といった投手陣をリードし、巨人軍の捕手として初のMVPを獲得した。
チームは6月13日に首位に立つと以後は一度も首位を明け渡すことなく、2位の広島が中日に敗戦したのを受けて10月9日に優勝が決定、後楽園最終年に花を添えた。チームは前年優勝の広島に最終戦で勝てず完全優勝はならなかったが、5位の大洋に18勝7敗1分、最下位阪神には18勝8敗と大きく勝ち越した。宿敵西武との4年ぶりの対戦となった日本シリーズは2勝2敗で迎えた第5戦に守備のミスで自滅。結局、西武に守備・走塁でレベルの違いを見せつけられ2勝4敗で敗退。王監督4年目での日本一はならなかった。シーズン終了後、江川が突如現役引退を発表。一方で松本匡史には任意引退扱いで戦力外通告するなど、東京ドーム向けの戦力再編を進めていく。

## チーム成績

### レギュラーシーズン
| 1 | 左 | 松本匡史   |
| 2 | 遊 | 鴻野淳基   |
| 3 | 二 | 篠塚利夫   |
| 4 | 中 | クロマティ |
| 5 | 右 | 吉村禎章   |
| 6 | 三 | 中畑清     |
| 7 | 一 | 駒田徳広   |
| 8 | 捕 | 山倉和博   |
| 9 | 投 | 西本聖     |

| 順位 | 4月終了時 | 4月終了時 | 5月終了時 | 5月終了時 | 6月終了時 | 6月終了時 | 7月終了時 | 7月終了時 | 8月終了時 | 8月終了時 | 9月終了時 | 9月終了時 | 最終成績 | 最終成績 |
| ---- | --------- | --------- | --------- | --------- | --------- | --------- | --------- | --------- | --------- | --------- | --------- | --------- | -------- | -------- |
| 1位  | 巨人      | --        | 中日      | --        | 巨人      | --        | 巨人      | --        | 巨人      | --        | 巨人      | --        | 巨人     | --       |
| 2位  | 広島      | 1.5       | 巨人      | 0.0       | 広島      | 2.0       | 広島      | 3.5       | 中日      | 4.0       | 広島      | 7.5       | 中日     | 8.0      |
| 3位  | 中日      | 3.0       | 広島      | 3.5       | 中日      | 4.0       | 中日      | 6.0       | 広島      | 5.5       | 中日      | 8.5       | 広島     | 11.5     |
| 4位  | 大洋      | 5.0       | ヤクルト  | 10.5      | ヤクルト  | 11.5      | ヤクルト  | 16.0      | ヤクルト  | 16.0      | ヤクルト  | 17.0      | ヤクルト | 19.5     |
| 5位  | ヤクルト  | 5.0       | 大洋      | 10.5      | 大洋      | 12.5      | 大洋      | 20.0      | 大洋      | 18.0      | 大洋      | 20.0      | 大洋     | 22.5     |
| 6位  | 阪神      | 6.5       | 阪神      | 13.5      | 阪神      | 17.0      | 阪神      | 29.5      | 阪神      | 31.5      | 阪神      | 34.0      | 阪神     | 37.5     |

| 順位 | 球団               | 勝 | 敗 | 分 | 勝率 | 差   |
| 1位  | 読売ジャイアンツ   | 76 | 43 | 11 | .639 | 優勝 |
| 2位  | 中日ドラゴンズ     | 68 | 51 | 11 | .571 | 8.0  |
| 3位  | 広島東洋カープ     | 65 | 55 | 10 | .542 | 11.5 |
| 4位  | ヤクルトスワローズ | 58 | 64 | 8  | .475 | 19.5 |
| 5位  | 横浜大洋ホエールズ | 56 | 68 | 6  | .452 | 22.5 |
| 6位  | 阪神タイガース     | 41 | 83 | 6  | .331 | 37.5 |

### 日本シリーズ
| 日付                                 | 試合   | ビジター球団（先攻） | スコア   | ホーム球団（後攻） | 開催球場           |
| ------------------------------------ | ------ | -------------------- | -------- | ------------------ | ------------------ |
| 10月24日（土）                       | 第1戦  | 雨天中止             | 雨天中止 | 雨天中止           | 西武ライオンズ球場 |
| 10月25日（日）                       | 第1戦  | 読売ジャイアンツ     | 7 - 3    | 西武ライオンズ     | 西武ライオンズ球場 |
| 10月26日（月）                       | 第2戦  | 読売ジャイアンツ     | 0 - 6    | 西武ライオンズ     | 西武ライオンズ球場 |
| 10月27日（火）                       | 移動日 | 移動日               | 移動日   | 移動日             | 移動日             |
| 10月28日（水）                       | 第3戦  | 西武ライオンズ       | 2 - 1    | 読売ジャイアンツ   | 後楽園球場         |
| 10月29日（木）                       | 第4戦  | 西武ライオンズ       | 0 - 4    | 読売ジャイアンツ   | 後楽園球場         |
| 10月30日（金）                       | 第5戦  | 西武ライオンズ       | 3 - 1    | 読売ジャイアンツ   | 後楽園球場         |
| 10月31日（土）                       | 移動日 | 移動日               | 移動日   | 移動日             | 移動日             |
| 11月1日（日）                        | 第6戦  | 読売ジャイアンツ     | 1 - 3    | 西武ライオンズ     | 西武ライオンズ球場 |
| 優勝：西武ライオンズ（2年連続7回目） |        |                      |          |                    |                    |

## オールスターゲーム1987
- 選出選手及びスタッフ

| ポジション | 名前     | 選出回数 |
| ---------- | -------- | -------- |
| コーチ     | 王貞治   |          |
| 投手       | 桑田真澄 | 初       |
| 投手       | 鹿取義隆 | 初       |
| 投手       | 江川卓   | 8        |
| 捕手       | 山倉和博 | 7        |
| 二塁手     | 篠塚利夫 | 6        |
| 三野手     | 原辰徳   | 7        |
| 外野手     | 松本匡史 | 6        |
| 外野手     | 吉村禎章 | 2        |

- 太字はファン投票による選出。

## 表彰選手
- 最優秀選手：山倉和博（初受賞）
- 首位打者：篠塚利夫（.333、3年ぶり2度目）
- 最優秀防御率：桑田真澄（2.17、初受賞）
- 沢村賞：桑田真澄（初受賞）
- ベストナイン：

桑田真澄（投手、初受賞）
山倉和博（捕手、4年ぶり3度目）
篠塚利夫（二塁手、2年連続5度目）
原辰徳（三塁手、4年ぶり2度目）
ウォーレン・クロマティ（外野手、2年連続2度目）
吉村禎章（外野手、2年連続2度目）
- ゴールデングラブ賞：

桑田真澄（投手、初受賞）
山倉和博（捕手、4年ぶり3度目）
中畑清（一塁手、6年連続6度目）
原辰徳（三塁手、初受賞）

## ドラフト
| 順位 | 選手名   | ポジション | 所属           | 結果 |
| ---- | -------- | ---------- | -------------- | ---- |
| 1位  | 橋本清   | 投手       | PL学園高       | 入団 |
| 2位  | 後藤孝次 | 内野手     | 中京高         | 入団 |
| 3位  | 磯貝公伸 | 投手       | 宮崎南高       | 入団 |
| 4位  | 小沢浩一 | 内野手     | 三菱自動車水島 | 入団 |
| 5位  | 益田明典 | 投手       | 愛知学院大学   | 入団 |
| 6位  | 杉山直樹 | 捕手       | 沼津学園高     | 入団 |